# Afrotyphlops schmidti
Afrotyphlops schmidti là một loài rắn trong họ Typhlopidae. Loài này được Laurent mô tả khoa học đầu tiên năm 1956.